# Cecilia (Film)
Cecilia (Alternativtitel: Cecilia Valdés) ist ein 1982 erschienener kubanischer Spielfilm von Humberto Solás. Vorlage ist der Roman Cecilia Valdés oder der Engelshügel von Cirilo Villaverde.

## Handlung
Um 1830 lebt auf Kuba Cecilia Valdés, die Tochter einer farbigen Familie, die für den Schneider Uribe arbeitet. Aufgrund ihrer Schönheit und ihrer außergewöhnlichen Hellhäutigkeit wollen ihre Mutter und ihre Großmutter sie veranlassen, einen reichen weißen Mann zu finden. Auf einer Abendgesellschaft macht Cecilia die Bekanntschaft mit Leonardo Gamboa, dem Sohn eines reichen Plantagenbesitzers. José Dolores Pimento, ein Freund von Uribe, der auch in Cecilia verliebt ist, bereitet derweil einen Aufstand vor. Uribe zögert. Um Cecilia seine Liebe zu beweisen, versteckt Leonardo einen verletzten farbigen Revolutionär. Leonardos Mutter zwingt ihren Sohn, Amanda zu heiraten, eine standesgemäße weiße Frau. Zudem zeigt sie dem Gouverneur das Versteck des Verletzten an, der daraufhin arretiert wird. Leonardo hat nicht die Kraft, sich seiner Mutter zu widersetzen und sich von der grausamen Sklavenhalterei seiner Familie zu distanzieren. Während eines traditionellen Karnevalsfestes bricht der Aufstand aus. Uribe versucht, den Polizeichef zu töten, doch er scheitert, weil er im entscheidenden Moment nicht schießt, und wird festgenommen. José will Rache für den von Leonardos Mutter verratenen Revolutionär. Cecilia gibt ihm einen Dolch und bittet ihn, nicht Leonardo, sondern seine Mutter zu töten. Um der Polizei zu entgehen, trägt José ein Karnevalskostüm, als er während der Hochzeit in die Kirche eindringt und Leonardo ersticht. Cecilia stürzt sich daraufhin vom Kirchturm.

## Veröffentlichung
Cecilia wurde am 6. Januar 1984 in den Kinos der DDR uraufgeführt. Der Film hatte seine DDR-Fernsehpremiere am 12. Januar 1985 auf DFF 2.

## Kritiken
„Cecilia ist ein Film der großen dramatischen Kraft und einer vollkommenen Beherrschung der Ausdrucksmittel.“

„Da blühen Träume in der Manier des magischen Realismus auf, da machen Angstvisionen frösteln und schaudern, da werden Rituale und Zeremonien wie ein farbenreicher Teppich ausgebreitet. Da gibt es immer wieder subtile Bildkompositionen, dynamische Massenszenen und geschickte Arrangements, Kunstverstand und professionelles Kalkül blitzen auf.“

„Malerisch in seinen optischen Arrangements, zurückhaltend in der Farbgebung, üppig in der Wahl seiner Gestaltungsmittel, die auch Legenden und Mythen einbeziehen, gelangt er mehrfach zu expressiven, überwältigenden Bildfolgen voll sinnlicher Kraft und leidenschaftlicher Schönheit, auch naturalistischer Krassheit und überhöhter Pathetik - als nämlich in seiner Vision sich die Sklaven gegen ihre Peiniger erheben und als der untreue Geliebte bei seiner Trauung gerichtet wird. Das ist großes, erhebendes kubanisches Kino.“